# Adolph Claudius Tidemand
Adolph Claudius Tidemand, auch Clas Tidemand (* 3. Juli 1854 in Christiania, Norwegen; † 12. Juni 1919 in Tjøme, Vestfold, Norwegen), war ein norwegischer Landschafts-, Historien-, Genre- und Porträtmaler der Düsseldorfer Schule. Einige von seinen Gemälden wurden zeitweise für die seines berühmten Onkels Adolph Tidemand gehalten. 

## Leben
Tidemand, Sohn des Arztes August Tidemand (1816–1883) und dessen Ehefrau Nicoline Bolette Jæger (1819–1893), war der jüngste von vier Brüdern. 1873 ging er nach Düsseldorf, wo sein Onkel Adolph Tidemand Honorarprofessor war. Anfänglich wollte er dort Architektur studieren. In den Jahren 1874 bis 1882 durchlief Tidemand an der Kunstakademie Düsseldorf jedoch ein Malereistudium. Seine Lehrer waren Andreas und Karl Müller, Heinrich Lauenstein, Eduard Gebhardt, Julius Roeting, Wilhelm Sohn und Carl Ernst Forberg. Nach dem Studium kehrte er nach Norwegen zurück. Hauptsächlich scheint er dort von der Porträtmalerei gelebt zu haben. Mit Caroline Gundersen, die er in den 1880er Jahren kennengelernt hatte, und deren Schwester zog er 1898 in die Nähe von Tjøme, wo er 1919 starb. In den 1880er Jahren reiste er mehrmals wieder nach Düsseldorf, 1910 unternahm eine Studienreise nach Capri.